# Jorge Jesus
Jorge Fernando Pinheiro de Jesus (Amadora, 1954. július 24. –) portugál labdarúgó, középpályás, edző. Jelenleg a szaúd-arábiai El-Hilál vezetőedzője.

## Pályafutása

### Játékosként
Jorge Jesus a lisszaboni Sporting akadémiáján nevelkedett. A portugál élvonalban 1974-ben debütált az Olhanense csapatában, kölcsönben a Sporting csapatától. Az 1975-1976-os idényben tizenkét élvonalbeli mérkőzésen lépett pályára a Sporting csapatában. 1976 és 1984 között a portugál élvonalban szerepelt a Belenenses, a Riopele, az UD Leiria, a Vitória Setúbal és a Farense csapataiban is. 1984-ben szülővárosa csapatának, az Estrela da Amadora játékosa lett. Pályafutása végén portugál másod- és harmadosztályú csapatokban futballozott, 1990-ben hagyott fel a labdarúgó-pályafutásával.

### Edzőként
Jorge Jesus első vezetőedzői megbízatását 1990-ben az Amora csapatánál kapta meg. 1993-ban a Felgueiras vezetőedzője lett; a klubot második idényében feljuttatta a portugál élvonalba. 1998 és 2008 között számos portugál első- és másodosztályú csapatot edzett. 2008-ban a Braga csapatával Intertotó-kupa győztes lett, a csapat egészen az UEFA-kupa nyolcaddöntőjéig menetelt. 2009 nyarán szerződtette őt a Benfica csapata; a klubbal 2009 és 2015 között háromszor nyert portugál bajnokságot, ötször ligakupát, egyszer-egyszer portugál kupát és szuperkupát, valamint kétszer szerepelt az Európa-liga döntőjében; 2013-ban rendes játékidőben az angol Chelsea, 2014-ben pedig büntetőpárbaj után a spanyol Sevilla csapata ellen veszítették el a finálét. 2015 és 2018 között a Sporting csapatát irányította; a klubbal 2015-ben portugál szuperkupát, 2018-ban pedig ligakupát nyert. A 2018-as év második felében a szaúd-arábiai El-Hilál vezetőedzőjeként dolgozott; a csapattal szaúd-arábiai szuperkupát nyert. A 2019-2020-as szezonban Brazíliában vállalt munkát; a Flamengo csapatával egy év alatt öt trófeát nyert (brazil bajnokság, Rio de Janeiro állami bajnokság, brazil szuperkupa, Recopa Sudamericana és Copa Libertadores cím), valamint a csapatot a 2019-es FIFA-klubvilágbajnokság fináléjába vezette, amit hosszabbítás után az UEFA-bajnokok ligája címvédő angol Liverpool csapata ellen veszítettek el. 2020 nyarán visszatért korábbi csapatához, a Benficához, amelynek 2021 decemberéig volt vezetőedzője. A 2022-2023-as idényben a török Fenerbahçe csapatát irányította; a klubbal török kupagyőztes lett. 2023 júliusában ismét a szaúd-arábiai El-Hilál vezetőedzőjének nevezték ki.

## Sikerei, díjai

### Edzőként
- Braga
- Intertotó-kupa győztes: 2008
- Benfica
- Portugál bajnok: 2009–2010, 2013–2014, 2014–2015
- Portugál kupagyőztes: 2013–2014
- Portugál ligakupagyőztes: 2009–2010, 2010–2011, 2011–2012, 2013–2014, 2014–2015
- Portugál szuperkupagyőztes: 2014
- Sporting
- Portugál ligakupagyőztes: 2017–2018
- Portugál szuperkupagyőztes: 2015
- El-Hilál
- Szaúd-arábiai szuperkupagyőztes: 2018
- Flamengo
- Brazil bajnok: 2019
- Copa Libertadores győztes: 2019
- Brazil szuperkupagyőztes: 2020
- Recopa Sudamericana győztes: 2020
- Campeonato Carioca bajnok: 2020
- Fenerbahçe
- Török kupagyőztes: 2022–2023